# Gilles Borrie
Pour les articles homonymes, voir Borrie.
Gilles Willem Benjamin Borrie, né le 26 septembre 1925 à Berg-op-Zoom dans le Brabant-Septentrional et mort le 28 décembre 2016 à Eindhoven, est un homme politique et historien néerlandais. Il est membre du Parti travailliste. Il est Bourgmestre de Sleen (1960-1968), Tiel (1968-1973), Rheden (1973-1979) et Eindhoven (1979-1988).
Il est mort le 28 décembre 2016 à Eindhoven à l'âge de 91 ans.